# Chu Khuê
Chu Khuê (chữ Hán: 朱珪, 1731 - 1806), tự Thạch Quân (石君), quan lại nhà Thanh dưới thời Càn Long và Gia Khánh.

## Tiểu sử
Chu Khuê là con trai của Chu Văn Bính, người huyện Đại Hưng, Bắc Kinh. Ông là nhà chính trị gia, học giả, Đại học sĩ dưới thời Càn Long và Gia Khánh. Ông là một trong các đại thần trong triều đình nhà Thanh dưới thời Càn Long như A Quế, Kỷ Hiểu Lam, Lưu Dung chống lại bè đảng Hòa Thân, Hòa Lâm, Phúc Khang An, Phúc Trường An.

## Quan Lộ

### Thời Càn Long
Năm Càn Long thứ 13 (1748), ông đỗ tiến sĩ năm 18 tuổi, ban đầu đảm nhậm Thứ cát sĩ, sau trở thành Biên tu, dần thăng tới Thị độc Học sĩ. Năm thứ 25 (1760), ông đảm nhận Phúc Kiến lương dịch đạo, sau đó được cất nhắc làm Án sát sử. Năm thứ 32 (1767), được bổ nhiệm làm Hồ Bắc Án sát sử, sau đó đến Sơn Tây đảm nhậm Bố chính sứ và thay quyền Tuần phủ. Năm thứ 40 (1775), ông được triệu về kinh làm việc bên cạnh Hoàng đế, nhậm Thị giảng Học sĩ, tiến vào Thượng thư phòng, đảm nhận thầy dạy học cho Hoàng thập ngũ tử Vĩnh Diễm. Năm thứ 51 (1786), nhậm Lễ bộ Thị lang, sau điều sang Binh bộ. Năm thứ 55 (1790), nhậm chức Tuần phủ An Huy. Năm thứ 59 (1794), ông được điều làm Tuần phủ Quảng Đông, sau đó nhậm chức Tổng đốc Lưỡng Quảng. 1 năm sau nhậm Tả đô Ngự sử, Binh bộ Thượng thư, nhưng giữ chức Tuần phủ Quảng Đông.

### Thời Gia Khánh
Năm Gia Khánh nguyên niên (1796), ông đảm nhận Tổng đốc Lưỡng Quảng, kiêm Tuần phủ Quảng Đông. Năm thứ 2 (1797), ông điều làm Binh bộ Thượng thư, sau đó điều làm Lại bộ và Hộ bộ Thượng thư, nhưng vẫn nhậm chức Tuần phủ. Năm thứ 4 (1799), Thái thượng hoàng Càn Long băng, Gia Khánh triệu Chu Khuê về kinh, trực Nam thư phòng, quản Hộ bộ tam khố, gia hàm Thái tử Thiếu bảo, ban thưởng phủ đệ bên ngoài Tây Hoa môn. Không lâu nhậm làm Thượng thư phòng Tổng sư phó, điều Hộ bộ Thượng thư. Năm thứ 5 (1800), ông kiêm Lại bộ Thượng thư, về sau bị tước chức vị. Năm thứ 7 (1802), nhậm Hiệp bạn Đại học sĩ, khôi phục hàm Thái tử Thiếu bảo. Không lâu sau kiêm nhậm Hàn lâm viện Chưởng viện Học sĩ, phong Thái tử Thiếu phó. Năm thứ 10 (1805), ông được phong làm Nhân các Đại học sĩ, quản lí Công bộ. Chu Khuê ở tuổi 76 thì xin cáo lão hồi hương. Năm thứ 11 (1806), tháng 12 ông lâm bệnh qua đời. Được truy phong làm Thái phó, đưa vào thờ phụng trong Hiền Lương từ, thuỵ Văn Chính.